# تشارلز راي (نحات)
تشارلز راي (بالإنجليزية: Charles Ray)‏ هو نحات أمريكي، ولد في 1953 في شيكاغو في الولايات المتحدة.